# 스파이 (드라마)
《스파이》는 2015년 1월 9일부터 2015년 3월 6일까지 KBS 2TV에서 방영된 금요드라마이다.

## 등장 인물

### 주요 인물
- 김재중 : 김선우 역 - 국정원 현장요원 → 대북정보 분석팀 소속
- 배종옥 : 박혜림 역 - 전직 북한 정보원. 김선우의 어머니
- 유오성 : 황기철 역 - 노동당 대외연락부 소속의 공작원
- 고성희 : 이윤진 역 - 선우의 여자친구

### 주변 인물
- 이대연 : 정규용 역 - 국정원 1차장
- 채수빈 : 조수연 역 - 국정원에 자수한 북한 남파간첩
- 조창근 : 종한 역 - 국정원 현장요원. 중혁의 수족
- 장우혁 : 정호 역 - 북한 남파간첩. 기철을 보좌하는 조직의 행동대원
- 최유라 : 홍란 역 - 북한 남파간첩. 기철의 수행비서

### 그 외 인물
- 정진 : 태식 역
- 김민재 : 송중혁 역 - 국정원 대북정보분석팀의 팀장
- 조달환 : 김현태 역 - 선우의 국정원 선배. 첩보전문가
- 류혜영 : 노은아 역 - 선우의 국정원 동료
- 정원중 : 김우석 역 - 김선우의 아버지. IT보안업체 간부
- 이하은 : 김영서 역 - 김선우의 동생

## 시청률
최저 시청률과 최고 시청률은 시청률 조사회사와 지역별로 시청률에 차이가 있을 수 있습니다.
| 제1회  | 1월 9일  | 7.4% | 8.5% |
| 제2회  | 1월 9일  | 7.5% | 7.9% |
| 제3회  | 1월 16일 | 6.2% | 6.4% |
| 제4회  | 1월 16일 | 5.0% | 5.9% |
| 제5회  | 1월 23일 | 5.0% | 4.9% |
| 제6회  | 1월 23일 | 4.5% | 5.3% |
| 제7회  | 1월 30일 | 3.8% | 4.2% |
| 제8회  | 1월 30일 | 3.2% | 3.8% |
| 제9회  | 2월 6일  | 3.3% | 4.0% |
| 제10회 | 2월 6일  | 3.0% | 3.9% |
| 제11회 | 2월 13일 | 4.2% | 4.1% |
| 제12회 | 2월 13일 | 4.1% | 3.9% |
| 제13회 | 2월 27일 | 3.8% | 4.3% |
| 제14회 | 2월 27일 | 3.2% | 3.8% |
| 제15회 | 3월 6일  | 3.6% | 4.6% |
| 제16회 | 3월 6일  | 3.2% | 4.1% |

## 결방 사유
- 2015년 2월 20일 설날특선영화 '역린' 편성 관계로 결방됨.